# Stephania suberosa
Stephania suberosa är en tvåhjärtbladig växtart som beskrevs av Lewis Leonard Forman. Stephania suberosa ingår i släktet Stephania och familjen Menispermaceae. Inga underarter finns listade i Catalogue of Life.